# Squadra algerina di Fed Cup
La squadra algerina di Fed Cup rappresenta l'Algeria nella Fed Cup, ed è posta sotto l'egida della Fédération Algérienne de Tennis.
Essa partecipa alla competizione dal 1997 senza mai aver superato la fase zonale.

## Organico 2011
Aggiornato ai match del gruppo III (4-7 maggio 2011). Fra parentesi il ranking della giocatrice nei giorni della disputa degli incontri.
- Assia Halo (WTA #)
- Fatima Zohra Boukezzi (WTA #)
- Samia Medjahdi (WTA #)
- Fatima Zorah Bouabdallah (WTA #)

## Ranking ITF
- Il prossimo aggiornamento del ranking è previsto per il mese di febbraio 2012.

| Algeria nel Ranking ITF (aggiornata al 7 novembre 2011) |               |        |                            |
| Pos                                                     | Squadra       | Punti  | Gruppo                     |
| 80                                                      | Liechtenstein | 103.50 | Gruppo III - Europa/Africa |
| 81                                                      | Lituania      | 102.50 | Gruppo III - Europa/Africa |
| 82                                                      | Oman          | 90.00  | Gruppo II - Asia/Oceania   |
| 83                                                      | Algeria       | 82.50  | Gruppo III - Europa/Africa |
| 84                                                      | Panama        | 81.75  | Gruppo II - Americhe       |
| 85                                                      | Bermuda       | 46.50  | Gruppo II - Americhe       |
| 86                                                      | Honduras      | 21.75  | Gruppo II - Americhe       |